# Стюарт Литтл (книга)
Стю́арт Литтл (англ. Stuart Little; другое название — «Отважный  мышонок Стюарт Литтл») — детская повесть-сказка американского писателя Элвина Брукса Уайта и его первое произведение для детей. Первое издание книги (1945) было проиллюстрировано художником Гартом Уильямсом.

## Сюжет
Сказочная повесть об отважном мышонке по имени Стюарт Литтл. Стюарт чудесным образом родился в обыкновенной человеческой семье Литтлов. Он не просто мышонок, а настоящий джентльмен в серой шляпе и с тростью. Несмотря на крошечный рост, Стюарт бесстрашен, смел и всегда готов к приключениям. И они не заставляют себя ждать.

## Возникновение повести
В ответе на одно из читательских писем Элвин Брукс Уайт написал о том, как у него появилась идея повести:
«… много лет назад, когда я уснул в спальном вагоне, мне приснился сон про крошечного мальчика, который вёл себя как мышонок. Вот как появилась идея сказки о Стюарте Литтле».

## Отзывы
В The New York Times рецензию на книгу опубликовал Малколм Коули:
«Мистер Уайт склонен скорее описывать забавные эпизоды, чем вести повествование. Сказать, что «Стюарт Литтл» — лучшая книга этого года, довольно скромная похвала таланту писателя».
Книга приобрела колоссальный успех среди читателей. В 1970 году автор получил премию имени Лоры Инглз-Уайлдер в области детской литературы.

## Экранизации
В 1999 году вышел одноимённый фильм Роба Минкоффа, считающийся вольной экранизацией и имеющий с повестью мало общего. Сиквел фильма был более точной экранизацией оригинальной повести. Триквел не имел с повестью ничего общего, как и одноимённый мультсериал.

### Переводы
на русский язык
- Элвин Брукс Уайт. «Паутина Шарлотты», «Стюарт Литтл» / Пер. И. О. Родина. — М.: Астрель, 2007. — 272 с. — ISBN 978-5-17-042747-5.
- Элвин Брукс Уайт. Отважный мышонок Стюарт Литтл / Пер. И. О. Родина. — М.: АСТ, 2010. — 192 с. — ISBN 978-5-17-067619-4.